# La Science de la bêtise
La Science de la bêtise (Science of Stupid) est une série télévisée comique américaine diffusée sur National Geographic Channel. La version britannique de l'émission était initialement animée par Richard Hammond, remplacé plus tard par Dallas Campbell,. Des versions localisées sont produites dans d'autres territoires avec des hôtes tels que Seth Herzog aux États-Unis, remplacé plus tard par Ben Aaron, Manish Paul en Inde, Ramon Bautista aux Philippines et Ymke Wieringa aux Pays-Bas. Des versions sont également diffusées en Amérique latine, au Brésil et en Allemagne. Le premier épisode a été diffusé le 21 juillet 2014. La deuxième saison de l'émission a débuté le 2 mars 2015, et la version arabe de National Geographic Abu Dhabi est produite dans d'autres territoires avec des animateurs tels que Fadi Shams au Moyen-Orient et diffusée en 2018.